# 206 (număr)
206 (două sute șase) este numărul natural care urmează după 205 și precede pe 207 într-un șir crescător de numere naturale.

## În matematică
206:
- Este un număr par.
- Este un număr compus.[1]
- Este un număr semiprim.[2][3]
- Este un număr deficient.[4][5]
- Este un număr nontotient.[6][7]
- Este un număr noncototient.[8]
- Este nici nontotient, nici noncototient.[9]
- Este un număr intangibil.[10][11]
- 206 și 207 formează a doua pereche de numere consecutive (după 14 și 15) la care suma divizorilor săi (inclusiv 1 și ei înșiși) sunt egale: {\displaystyle 1+2+103+206=1+3+9+23+69+207=312\,}.[12]
- Există exact 206 arbori liniari diferiți cu cinci noduri etichetate.[13]
- Există exact 206 de semigrupuri regulate de ordinul patru echivalente când sunt izomorfe sau antiizomorfe (prin inversarea operatorului).[14]

## În știință

### În astronomie
- Obiectul NGC 206 din New General Catalogue este un roi stelar în constelația Andromeda.
- 206 Hersilia este un asteroid din centura principală.
- 206P/Barnard-Boattini este o cometă periodică din sistemul nostru solar.

### În medicină
- Numărul oaselor din scheletul uman la maturitate.